# 維爾德克羅伊茨峰

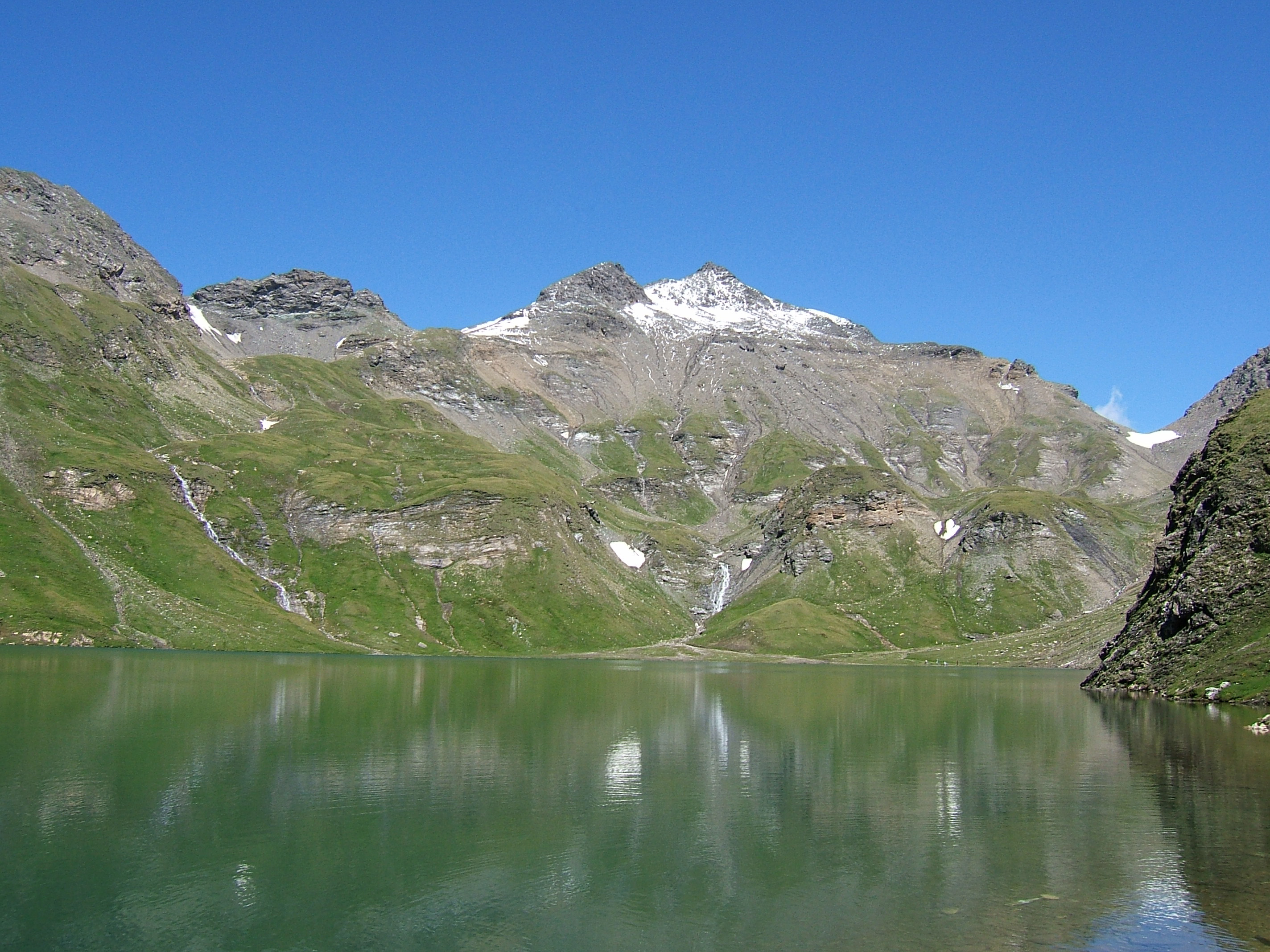

46°54′51″N 11°35′40″E / 46.91417°N 11.59444°E
維爾德克羅伊茨峰（義大利語：Picco della Croce），是意大利的山峰，位於該國北部，由博爾扎諾-南蒂羅爾自治省負責管轄，屬於齊勒塔爾阿爾卑斯山脈的一部分，海拔高度3,134米，人類在1861年首次登頂。
[{Italty-geo-stub}}